# Mathematical Association of America
 (juillet 2024).
La Mathematical Association of America (Association mathématique d'Amérique, MAA) est une société professionnelle qui s'intéresse à l'éducation mathématique, particulièrement au niveau du premier cycle universitaire.
Elle a été fondée en 1915 en appui de l'American Mathematical Monthly, une revue fondée en 1894 par Benjamin Finkel (en). Son siège est à Washington DC.
La MAA subventionne divers événements, en particulier le concours nommé William Lowell Putnam Mathematical Competition, organise des conférences  et décerne plusieurs prix, dont le prix Chauvenet. Elle est aussi connue pour ses collections de livres et de journaux à destination des mathématiciens et des enseignants de mathématiques.

## Rassemblements
La MAA organise chaque été la manifestation MathFest, qui inclut des exposés et des concours mathématiques. Elle co-organise également avec l'American Mathematical Society des Joint Mathematics Meetings (en), qui ont lieu chaque année au début du mois de janvier. Par ailleurs, les 39 sections régionales de la MAA se réunissent régulièrement.

## Publications
L'association publie plusieurs journaux :
- The American Mathematical Monthly
- Mathematics Magazine
- College Mathematics Journal (en)

## Concours
La MAA finance de nombreux concours à l'intention des élèves, notamment le concours William Lowell Putnam Mathematical Competition ouvert aux élèves du premier cycle universitaire, ainsi que les American Mathematics Competitions (en) (Concours américains de mathématiques , AMC) pour les élèves du secondaire. Le programme des AMC inclut également l’American Invitational Mathematics Examination et l’United States of America Mathematical Olympiad (en) (Olympiade mathématique des États-Unis). À travers ce programme, les élèves brillants sont repérés et invités à participer au Mathematical Olympiad Program (en) (Programme des olympiades mathématiques). À l'issue de ces olympiades nationales, six élèves de lycée sont choisis pour représenter les États-Unis aux Olympiades internationales de mathématiques.

## Sections
La MAA est composée de 29 sections régionales :
Allegheny Mountain, EPADEL, Florida, Illinois, Indiana, Intermountain, Iowa, Kansas, Kentucky, Louisiana/Mississippi, MD-DC-VA, Metro New York, Michigan, Missouri, Nebraska - SE SD, New Jersey, North Central, Northeastern, Northern CA - NV-HI, Ohio, Oklahoma-Arkansas, Pacific Northwest, Rocky Mountain, Seaway, Southeastern, Southern CA - NV, Southwestern, Texas, Wisconsin.

## Appartenance
La MAA est l'un des quatre partenaires du Joint Policy Board for Mathematics (en) (JPBM) et elle participe à la Conference Board of the Mathematical Sciences (CBMS), une organisation regroupant seize sociétés professionnelles.

## Présidents et présidentes
Les personnes ayant présidé la MAA sont :
- 1916 Earl R. Hedrick
- 1917 Florian Cajori
- 1918 Edward Vermilye Huntington (en)
- 1919 Herbert E. Slaught
- 1920 David Eugene Smith
- 1921 George Abram Miller (en)
- 1922 Raymond C. Archibald
- 1923 Robert D. Carmichael
- 1924 Harold L. Reitz
- 1925 Julian L. Coolidge
- 1926 Dunham Jackson
- 1927–1928 Walter Burton Ford (en)
- 1929–1930 John Wesley Young
- 1931–1932 Eric T. Bell
- 1933–1934 Arnold Dresden (en)
- 1935–1936 David Raymond Curtiss
- 1937–1938 Aubrey J. Kempner (en)
- 1939–1940 William B Carver
- 1941–1942 Raymond W. Brink
- 1943–1944 William D. Cairns
- 1945–1946 Cyrus C. MacDuffee
- 1947–1948 Lester Randolph Ford
- 1949–1950 Rudolph E Langer
- 1951–1952 Saunders Mac Lane
- 1953–1954 Edward J. McShane
- 1955–1956 William L Duren, Jr
- 1957–1958 Griffith Baley Price
- 1959–1960 Carl B. Allendoerfer
- 1961–1962 Albert W. Tucker
- 1963–1964 R. H. Bing
- 1965–1966 Raymond L. Wilder
- 1967–1968 Edwin E. Moise
- 1969–1970 Gail S. Young
- 1971–1972 Victor Klee
- 1973–1974 Ralph Philip Boas
- 1975–1976 Henry O. Pollak
- 1977–1978 Henry L. Alder
- 1979–1980 Dorothy Lewis Bernstein
- 1981–1982 Richard Davis Anderson
- 1983–1984 Ivan Niven
- 1985–1986 Lynn A. Steen
- 1987–1988 Leonard Gillman
- 1989–1990 Lida Barrett
- 1991–1992 Deborah Tepper Haimo
- 1993–1994 Donald L. Kreider
- 1995–1996 Kenneth A. Ross
- 1997–1998 Gerald Alexanderson
- 1999–2000 Thomas F. Banchoff
- 2001–2002 Ann E. Watkins
- 2003–2004 Ronald Graham
- 2005–2006 Carl C. Cowen
- 2007–2008 Joseph Gallian
- 2009–2010 David M. Bressoud
- 2011–2012 Paul Zorn
- 2013–2014 Robert L. Devaney
- 2015–2016 Francis E. Su
- 2017–2018 Deanna Haunsperger
- 2019–2020 Michael Dorff
- 2021-2022 Jennifer Quinn
- 2022-2024 Hortensia Soto